# Public Library of Science
Public Library of Science (PLOS, раніше відома як PLoS, укр. «Публічна наукова бібліотека») — некомерційний науково-видавничий проєкт, спрямований на створення бібліотеки журналів та іншої наукової літератури під вільною ліцензією і в відкритому доступі. Перший журнал, PLOS Biology, був опублікований 13 жовтня 2003 року. Станом на лютий 2018 року публікується вісім журналів.

## Фінансування
Для фінансування журналів PLOS стягує плату за публікацію з автора або спонсора, однак в деяких випадках може прийматися рішення про безоплатну публікацію статті. Під час запуску PLOS отримав гранти від Gordon and Betty Moore Foundation і Sandler Foundation на загальну суму близько 13 млн. доларів США. У червні 2011 року PLOS опублікував інформацію про те, що він більше не залежить від грантів і покриває свої витрати самостійно.

## Штаб-квартира
Головний офіс PLOS знаходиться в номері 225 в будівлі «East Koshland» в Levi's Plaza в Сан-Франциско. Компанія раніше була розташована за адресою: 185 Berry Street. У червні 2010 року PLOS оголосила, що вона переїжджає на нове місце, завдяки швидкому зростанню проєкту. Перехід до будівлі «East Koshland» набув чину 21 червня 2010 року.

## Майбутнє
Ініціатива PLOS в США надихнула на подібні ініціативи й в Європі. Насамперед Берлінська декларація яка була ініційована владою Товариства Макса Планка. Інша відома ініціатива такого роду є ініціативи Budapest Open Access. Майбутнє таких ініціатив не зовсім зрозуміло. Найбільша проблема в майбутньому може бути на ринку наукових публікацій, коли до журналу такого роду починає надходити така ж кількість публікацій як і до відомих журналів.